# Giambattista Altieri (cardinal, 1643)
Ne doit pas être confondu avec Giambattista Altieri.
Pour les articles homonymes, voir Altieri.
Giambattista Altieri, seniore (né le 20 juin 1598 à Rome, alors capitale des États pontificaux, et mort à Narni le 26 novembre 1654 est un cardinal italien du XVIIe siècle. Il est un frère du pape Clément X.

## Biographie
Altieri est élu évêque de Camerino en 1624 et est consacré le 12 mars de la même année par Scipione Caffarelli-Borghese avec comme co-conécrateurs Raffaele Inviziati et Vincenzo Landinelli (en). Il résigne au profit de son frère Emilio, le futur pape Clément X, et exerce des fonctions au sein de la curie romaine, notamment comme Custode del Sigillo de la pénitencerie apostolique et comme visiteur apostolique de 6 diocèses suburbains. 
Le pape Urbain VIII le crée cardinal lors du consistoire du 13 juillet 1643. Il est transféré au diocèse de Todi la même année. Le cardinal Altieri participe au conclave de 1644, lors duquel Innocent X est élu.

## Succession apostolique
Giambattista Altieri a ordonné les évêques suivants :
- Archevêque Augustinus Basrci, O.P. (1630)
- Évêque Ruggero Tritonio (1633)
- Évêque Marcello Cervini (it) (1645)